# Tangshan-Protest
Der Tangshan-Protest (chinesisch 唐山 反 政府) bezeichnet den Protest von Bauern der Stadt Tangshan, Provinz Hebei, die sich aufgrund von Korruption, Veruntreuung und Misshandlungen gegen die örtlichen Beamten stellten und Petitionen einzureichen versuchten.
In den 90er Jahren wurden etwa 41.000 Bauern in Tangshan für den Bau des Taolinkou-Reservoirs umgesiedelt, doch die dabei aufgekommenen Entschädigungskosten wurden nicht bezahlt.
Im März 2004 reichte eine Gruppe von Bauern eine Petition mit etwa 12.000 Unterschriften in Peking beim Nationalen Volkskongress ein, in der die Regierung um Hilfe gebeten und die Absetzung von Tangshans Bürgermeister Zhang He gefordert wurde, welcher die Entschädigungsgelder von etwa 60 Millionen Yuan (ca. 8 Millionen Euro) veruntreut haben soll. Die Petition war außerdem eine Reaktion auf jahrelange Misshandlungen, Belästigungen und Korruption seitens der örtlichen Beamten, denen vorherige Petitionssteller ausgesetzt wurden, indem man sie beschuldigte, der in China verfolgten Falun-Gong-Bewegung anzugehören.
Trotz des offiziellen Petitionsrechts in China wurden über 100 dieser Petitionssteller und Unterstützer verhaftet und misshandelt.

## Wichtige Persönlichkeiten
Zhang Youren, eine führende Rolle bei der Organisation der Petition, wurde von der Polizei misshandelt und am 6. Juli 2004 inhaftiert. An Tag sollen ihn Polizeibeamte am frühen Morgen verschleppt haben und seine Ehefrau und sein Kind misshandelt und auf die örtliche Polizeistation gebracht haben, nachdem diese nicht mit den Beamten kooperierten. Es wird vermutet, dass die Gefangennahme mit dem ehemaligen chinesischen Premierminister Wen Jiabao zusammenhängt, welcher am darauffolgenden Tag die Stadt Tangshan besuchen wollte. Zhang Youren und einige Bauern hatten beabsichtigt, ihr Anliegen Wen Jiabao vorzulegen, und ebendies sollte vermutlich unterbunden werden.
Zhào Yán, welcher als Journalist für das chinesische Magazin China Reform tätig war, berichtete über die Misshandlungen an den Petitionsstellern, und beriet sie. Er wurde entlassen und inhaftiert. Kurz vor der Inhaftierung trat Zhao Yan, zusammen mit Yu Meisun, einem berühmten Pekinger Anwalt, für die Freilassung von Zhang Youren in einen Hungerstreik.